# Brela
Brela (1981-ig Donja Brela, olaszul: Brella) falu és község Horvátországban Split-Dalmácia megyében.

## Fekvése
Splittől légvonalban 42, közúton 50 km-re délkeletre, Makarskától légvonalban 11, közúton 14 km-re északnyugatra, Közép-Dalmáciában a Biokovo-hegység alatt, a Makarskai tengerpart északnyugati részén, a 8-as számú Adria-parti főút mentén fekszik. A község települései Brela és Gornja Brela. Brelának a főút mentén északra és délre is több településrésze van, melyek közül a legnagyobbak Soline és Donje Selo. Gornja Brela a községközponttól 7 km-re az ún. Zabiokovlján a tengerpartról Zadvarje és Šestanovac irányában menő út mentén található. A Biokovo natúrpark területéből mintegy 20 négyzetkilométert ölel fel. Brela strandjai közül három is ( a Punta Rata, a Berulia és a Stomarica) viseli a nemzetközi rangot jelentő kék zászlót. A Punta Ratát (Dugi rat) 2004-ben a Forbes magazin a világ legszebb strandjai közé választotta.

## Története
Területe már a történelem előtti időben is lakott volt. Ezt igazolják az itt található halomsírok és erődített települések maradványai. Az első ismert itt élt nép az illírek egyik törzse a dalmaták voltak, akik a magaslatokon épített, jól védhető erődített településeikben laktak. Innen könnyen ellenőrizni tudták a környező vidéket. Többségük állattartással foglalkozott, kisebb részük pedig földművelésből élt. A rómaiak az i. e. 3. században érkeztek ide először, de csak hosszú ideig tartó harcok után hódították meg ezt a vidéket, melyek az i. e. 156. évtől egészen 9-ig tartottak. Az illírek elleni 9-ben aratott végső győzelem után Dalmáciára békésebb idők következtek, mely időszak 378-ig a népvándorlásig tartott. Időközben az illír lakosság nagy gazdasági fejlődésen ment át és romanizálódott. A római jelenlét bizonyítéka a Soline településrészen feltárt temető és villagazdaságok alapfalai. A közelében a tengerben talált leletek alapján megállapítható, hogy az itteniek elsősorban borral és olajjal kereskedtek, melyet Itáliába, Görögországba és keletre szállítottak. Az ókorban itt haladt át a Salonából Naronába vezető római út.
A mai horvátok ősei a 7. században az avar hódítás után érkeztek ide és 925-ben megalapították királyságukat. A település első írásos említése Bíborbanszületett Konstantin bizánci császárnak a birodalom kormányzásáról 950 körül írt művéből származik, mely „Beroyllia” néven említi az akkori Pagania, azaz a Cetina és a Neretva közötti terület négy erődítménye egyikeként. A nevet a horvát „vrelo” főnévből származtatják, amely forrást jelöl és Brelában több víz alatti forrás is található, ami 20 méterrel a víz felszíne alatt ömlik a tengerbe. A Horvát Királyság uralma kétszáz évig tartott, ezután a többi horvát területtel együtt a 12. század elején a horvát-magyar királyok fennhatósága alá került. Nevének latin képzős változata szerepel 1315-ben „Brolanenses” alakban Šubić György gróf egyik Klisszában kelt oklevelében. 1326-ban ez a terület Kotromanić István, majd 1357 és 1382 között I. Lajos magyar király uralma alatt állt. Ezt követően I. Tvrtko bosnyák király foglalta el, később a Horvátiak és a Kosača hercegi család birtoka. A brelai plébániát valószínűleg a 14. vagy a 15. században alapították, ugyanis ebből az időből származik a település régi plébániatemploma, mely Brela Gornjin 572 méteres magasságban áll. Az addig egységes brelai plébánia csak 1963-ban vált szét alsó- (donjobrelanska) és felsőbrelai (gornjobrelanska) plébániára. Brela neve a 15. és 17. század közötti latin, olasz és török nyelvű forrásokban Bercla, Brehle, Breglie, Brehlia, Brechlia, Brechglia és Brehgli alakban szerepel. A 16. századig Brela egységes település volt, 1571-ben tűnik fel először a  "Breglie piccolo" és "Breglie grande", azaz Kis- és Nagybrela elnevezés. A 16. század végén pedig már "Brehlia superior et inferior" azaz felső- és Alsóbrela néven szerepel. Ennek horvát alakja a 17. század végén tűnik fel "Brehgli Dolgni" és "Brehgli Gorgni" néven, mely megfelel a mai tengerparti Donja Brelának és a hegyvidéki Gornja Brelának..
Brela 1476-ban török uralom alá került. A török uralom idején a gyakori háborúk miatt lakossága a közeli szigetekre vándorolt ki. A közeli Zadvarje (Duare) várának felszabadításával együtt 1684. április 21-én Brela is felszabadult a több mint kétszáz éves török uralom alól és a Velencei Köztársaság része lett. Ezt követően Zabiokovlja és Hercegovina vidékéről új keresztény lakossággal telepítették be. A velencei uralomnak 1797-ben vége szakadt és osztrák csapatok vonultak be Dalmáciába. 1806-ban az osztrákokat legyőző franciák uralma alá került, de Napóleon lipcsei veresége után 1813-ban újra az osztrákoké lett. A francia uralom alatt épült meg a Neviste és Brela Gornji – Poletnica közötti átjárón átvezető út, mely Makarska vidékét Zabiokovljával kötötte össze. A településnek 1857-ben 523, 1910-ben 1044 lakosa volt. 1918-ban az új szerb-horvát-szlovén állam, majd később Jugoszlávia része lett. A háború után a szocialista Jugoszláviához került. 1991 óta a független Horvátországhoz tartozik. Brela 1993-ban lett önálló község, addig Makarska községhez tartozott. 2011-ben a településnek 1575 lakosa volt.

## Lakosság
| Lakosság változása | Lakosság változása | Lakosság változása | Lakosság változása | Lakosság változása | Lakosság változása | Lakosság változása | Lakosság változása | Lakosság változása | Lakosság változása | Lakosság változása | Lakosság változása | Lakosság változása | Lakosság változása | Lakosság változása | Lakosság változása |
| ------------------ | ------------------ | ------------------ | ------------------ | ------------------ | ------------------ | ------------------ | ------------------ | ------------------ | ------------------ | ------------------ | ------------------ | ------------------ | ------------------ | ------------------ | ------------------ |
| 1857               | 1869               | 1880               | 1890               | 1900               | 1910               | 1921               | 1931               | 1948               | 1953               | 1961               | 1971               | 1981               | 1991               | 2001               | 2011               |
| 523                | 755                | 584                | 759                | 901                | 1.044              | 1.342              | 1.061              | 1.160              | 1.224              | 1.241              | 1.305              | 1.366              | 1.483              | 1.618              | 1.575              |

(1981-ig Donja Brela néven. 1869-ben és 1921-ben Gornja Brela lakosságát is ide számították.)

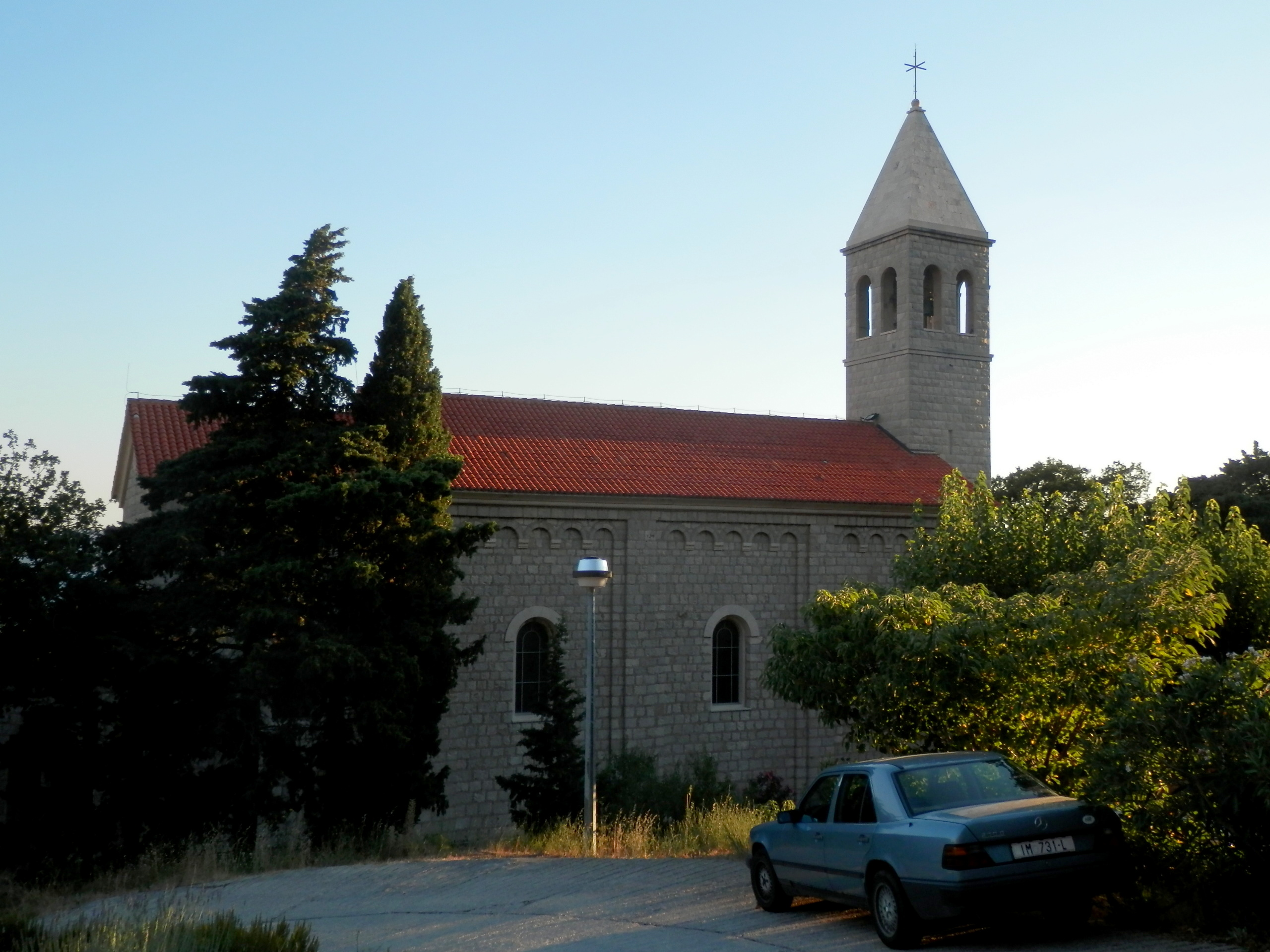
A Szent István plébániatemplom

## Nevezetességei
- Szent István első vértanú tiszteletére szentelt római katolikus plébániatemploma[4] 1891-ben épült a temető területén. Korábban két templom is állt a helyén. Az első még a középkorban épült és 1626-ban Kačić püspök említi először a Szentszéknek írt egyik jelentésében. A török alóli felszabadulás után ezt a kis templomot lebontották és 1705-ben helyére új, nagyobb templomot építettek. A népesség növekedése következtében azonban ez a templom is szűknek bizonyult és 1770-ben Blašković püspök elrendelte meghosszabbítását. Ezt a templomot 1887-ben a mai templom építése előtt bontották le. A templom faragott kövekből épült, homlokzatán egykor két harang számára kialakított harangtorony volt. A Rózsafüzér királynője oltárt a régi templomból hozták át, a Szűzanya szobrát pedig 1825-ben vásárolták Velencében. A Szent István oltár 1890-ben épült rajta a szent fából faragott szobrával, valamint Szent János és Szent Pál apostolok vászonra festett képével, mely Antonia Zuccara alkotása. A carrarai márványból készített főoltár építése 1897-ben fejeződött be, a spliti Josip Barišković alkotása. A templomot 1897-ben szentelte fel Nakić makarskai püspök. Az új harangtorony építését 1966-ban fejezték be, 1973-ban pedig átrendezték a liturgikus teret. A torony építésével a templom három méterrel hosszabb lett, így ma 34 méter hosszú és 11 méter széles. Felújítása 1995-ben történt.
- A Győzelmes boldogasszony (Gospe od Pobjede) vagy más néven Diadalmas boldogasszony (Gospe od Slavodobića) templom[5] 1715-ben épült barokk stílusban. Fogadalmi templom, melyet a nép a Sinjnél a török ellen aratott nagy győzelem emlékére épített. A templom kereszt alaprajzú, a 9 méter magas harangtorony a kereszt jobb száránál helyezkedik el. Homlokzatán nyolcágú rózsaablak, felette az oromzaton kőkereszt látható. Búcsúnapját a Kármelhegyi boldogasszony ünnepén tartják.
- A Szent György templom[6] a gornja kričkai településrészen épült 1906-ban az 1768 körül épített régebbi templom helyén. Mai harangtornyát 1934-ben építették. Az oltár antependiumát a régi Szent István templomból hozták át. Szent György szobra Jure Medić ajándéka 1907-ből.
- A plébániaház közelében álló Szent Rókus kápolnát felirata szerint 1856-ban építették. Homlokzatán kis harangtorony áll egy harang számára kialakítva. Szent Rókus szobra az oltár mögötti falmélyedésben áll. A kápolnát útszélesítés miatt 1993-ban mai helyére kellett áthelyezni. 1993-ban Szent Rókus ünnepén szentelte fel Jurić érsek a falu régi lelkipásztora Ante Soljanić emlékére.
- A Szent Illés-templom[7] Potpoletnicán egy  domb ovális fennsíkján található, valószínűleg az őskori erődítmény helyén építették. Egyhajós épület téglalap alakú apszissal, fából készült nyeregtetővel. A főhomlokzaton egy ajtó található, amely fölött négyzet alakú kőkeretes nyílás van. Az oromzat tetején íves harangdúc áll. A templom a 18. századi igénytelen vidéki építészet jellemzőit viseli magán.

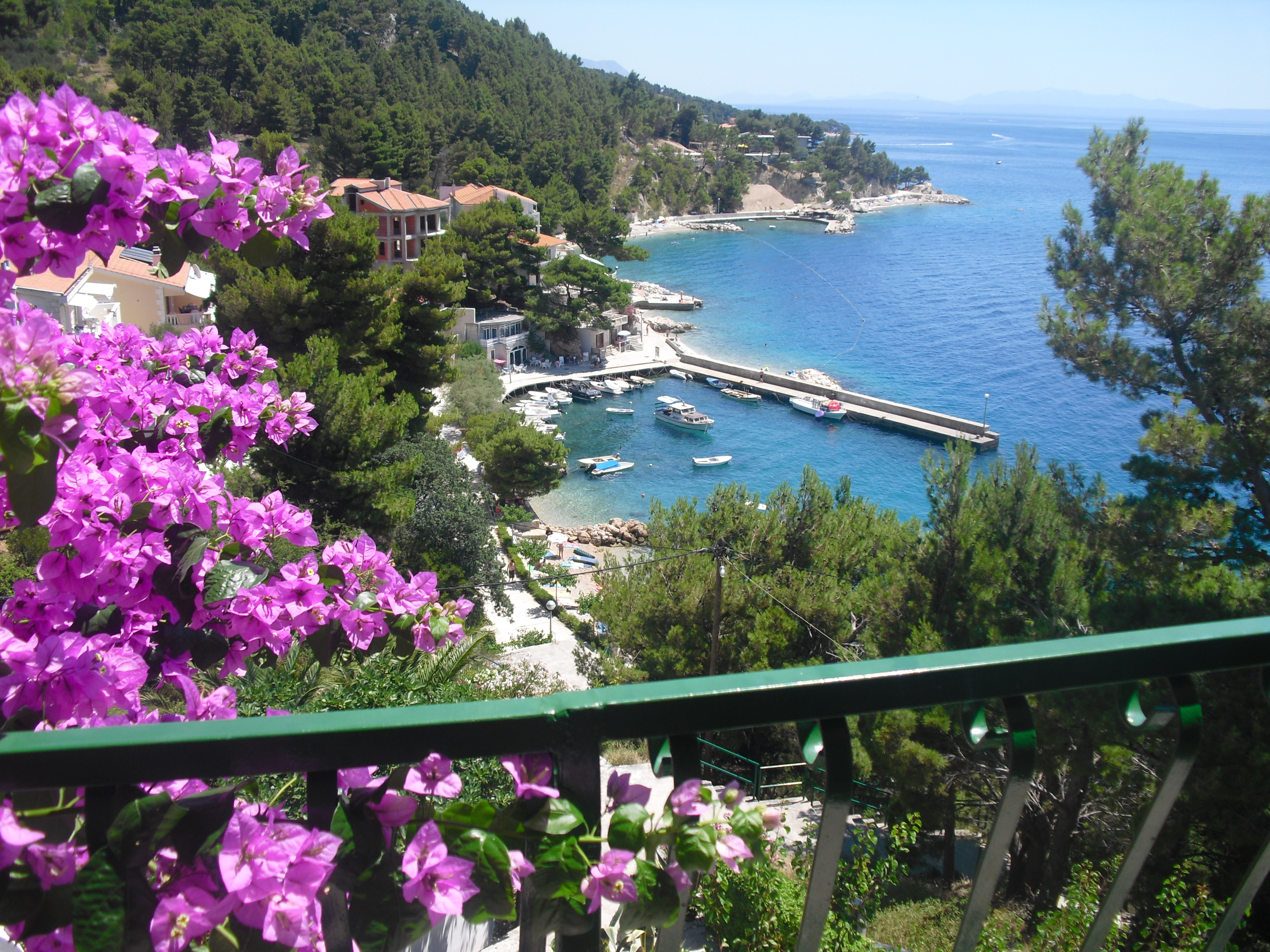
A Stomarica-strand a kikötővel.

- A solinei Filipović-háznak a részét képezi az a két erődtorony, melyeknek török támadás idején a lakó mellett védelmi funkciói is voltak. Támadás esetén a környék lakói ide húzódtak vissza.
- A település feletti Biokovo-hegység legrégibb görög elnevezése Adrion volt. Területét 1981-ben natúrparkká nyilvánították. Legmagasabb pontja az 1762 méteres sv. Jure azaz Szent György-csúcs. A hegységben 2274 féle növényfaj található, köztük számos ritkaság, melyek közül a leghíresebb a „Biokovsko zvonce” (Biokovo harangocskái). Területén 16 és fél hektáron található a Kotisina botanikuskert, melynek alapítója Jure  Radić atya mintegy háromszáz védett mediterrán és hegyvidéki növényfajt gyűjtött itt össze.
- A Biokovo egyik stratégiai jelentőségű sziklaszirtjén egy ivóvízforrás közelében építették a védelmi célokat szolgáló Hercegova tornyát.
- Poletnica tornya történelmi jelentőségű hely. Egy a 16. és 17. században épített torony található itt, melyet számos török elleni csatározás során említenek. Az egyik ilyen összecsapásban itt lelte halálát Arapović Hasszán aga, melyet népi balladában is megénekeltek.
- Neviste nevű településrészén található egy érdekes természeti képződmény Neviste sziklája, mely a hozzá fűződő legenda szerint nem más, mint egy kővé vált fiú és lány.
- Brela felett a Biokovo-hegységben található a "Biokovsko oko"nak azaz Biokovo szemének nevezett lyukas szikla. A szikla nyílásán átnézve látható egész Brela és tengerpartja.

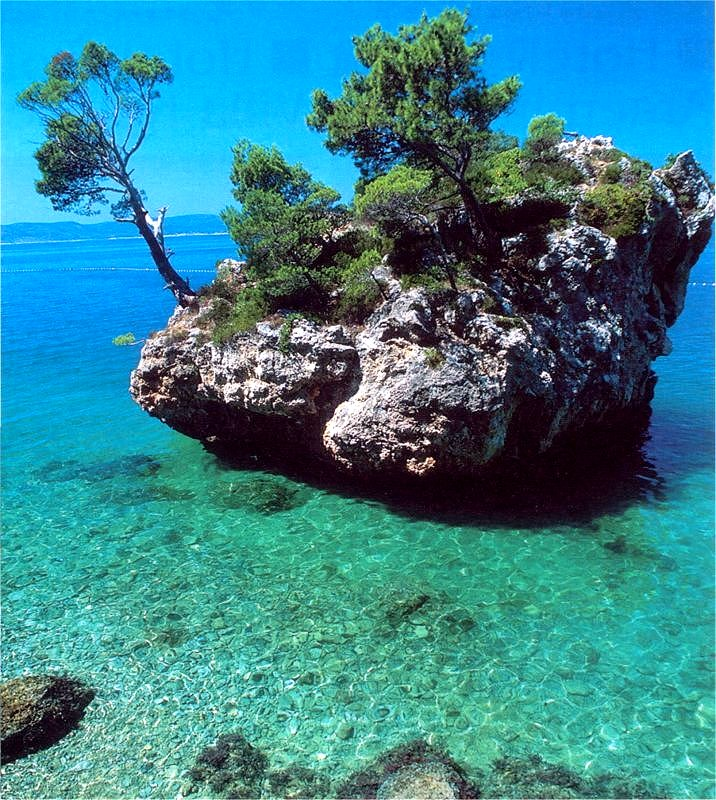
A község jelképe a Brela-kő

- A Punta rata (Dugi rat) nevű strandot 2004-ben a Forbes magazin a világ legszebb strandjai közé választotta. Európában az első, a világon a hatodik helyre sorolta. A strand előtt a tengerben található a község jelképe és fő látványossága a Brela-kő (Kamen Brela), egy a tengerből kiemelkedő szikla, melyen növényzet is található.
- A búvárok egyik legkedveltebb merülő helye a száz méteres meredek sziklafal alatti Vrulja, ahol a mélységben valószínűleg a Cetina folyó egyik föld alatti ága ömlik a tengerbe. A sós- és az édesvíz keveredése hatalmas halrajok szaporodási helye. 27 méteres mélységben egy barlang is található itt.

## Gazdaság
A lakosság fő megélhetése forrása hagyományosan a földművelés, állattenyésztés és a halászat volt. A teraszosan kialakított földeket általában kapával, néha szántással művelték. Főbb terményeik a búza, az árpa, a burgonya és a bab. A gyümölcsfélék közül pedig a szőlő, a meggy, az olívabogyó és a belőlük előállított bor, pálinka, illetve olaj voltak, melyeket a piacokon értékesítettek. A brelaiak híres hajósok és tengerészek is voltak, szinte nem volt olyan család amelynek ne lett volna hajós tagja. Az egykori hajóflotta hajói mára turistahajókká alakultak át, a lakosság pedig szinte kizárólag a turizmusból él. Néhányan még foglalkoznak szőlő- és olajbogyó termesztéssel is.

## Oktatás
Az oktatás kezdetei Nikola Bjanković makarskai püspök nevéhez fűződnek, aki Solinén már 1710-ben megalapította az első iskolát, mely egyszerre nyújtott alap-, közép- és felsőfokú képzést is. Az iskola 1853-ig működött és főként egyházmegyés papokat képzett, melyekre a püspökségnek nagy szüksége volt. Amikor a közeli Baška Vodán 1845-ben megnyílt a népiskola a brelai fiatalok is oda jártak. Az első brelai fiúiskola 1867-ben nyílt meg, az állami iskola pedig 1895-ben. Gornja Brela első alapiskoláját 1907-ben alapították.

## Kultúra
A helyi kultúra fejlesztésében a község sokat köszönhet plébánosainak. Közülük is kiemelkedik Ante Soljanić atya akinek lelkipásztori szolgálata 1927 és 1963 között zajlott. Soljanić atya plébánosként a brelai közösségi élet fő szervezője volt. Megalapította a turisztika egyesületet, melynek első elnöke lett, fúvószenekart, gyermek- és felnőtt énekkart, állattenyésztő egyesületet alapított. Felépíttette a gornja brelai új plébániatemplomot, felújíttatta a Szent Miklós templomot, de nevéhez fűződik a Szent György, a Kármelhegyi boldogasszony és a Szent István templom környezetének rendezése is. Az első volt a községben aki autóval rendelkezett, melyet pasztorális tevékenységéhez használt, de övé volt az első rádió is, mely köré gyűlve a helyiek először értesülhettek ily módon a nagyvilág híreiről.

## Galéria
- A Punta rata strand előtérben a Liskamennel.
- Látkép a kikötőből háttérben a Biokovo-hegységgel.
- A Franjo Tuđman alapiskola.
- Brela kikötője.
- Kilátás a Brać-szigetre.
- Punta rata festői strandja.
- Nyaralók és apartmanházak a part közelében.
- A Brela-kő.
- Kikötői látkép.
- Vrulja a Makarskai riviérán.
- A Győzedelmes boldogasszony templom.
- Brela központja.